# Hakor
Hakor, Ahoris ali  Akoris je bil egipčanski faraon iz 29. dinastije, ki je vladal od leta 393 pr. n. št. do 380 pr. n. št., * ni znano, † ni znano.
Na oblast je prišel kot uzurpator, ki je strmoglavil svojega predhodnika Psamuta in se lažno prestavljal za vnuka Neferita I, ustanovitelja 29. dinastije. Za njegovo trinajstletno vladavino so značilna obsežna gradbena dela in poskusi restavriranja spomenikov njegovih predhodnikov.
Glavni cilj njegove zunanje politike je bil ohranjanje neodvisnosti Egipta od Perzijskega cesarstva. Leta 390 pr. n. št. je zato sklenil zvezo z Atenami in Evagorjem, kraljem Salamine na Cipru. Zveza je spodbudila Perzijce, da so se umaknili iz korintske vojne in ponovno sklenili zavezništvo s Sparto. Hakor je zatem s pomočjo atenskega vojskovodje Habrija v letih 385-382 pr. n. št. uspel odbiti vse perzijske poskuse osvojitve Egipta.
Po smrti ga je nasledil sin Neferit II.